# Sergiu Cioclea
Sergiu Cioclea (n. 12 septembrie 1974, Chișinău) este un economist din Republica Moldova, care din 11 aprilie 2016 este Guvernator al Băncii Naționale a Moldovei. La data numirii în funcție, Sergiu Cioclea are peste 17 ani de experiență în sectorul financiar-bancar. Înainte de a deveni guvernator al BNM, a ocupat funcția de director gerant, șef al Departamentului Finanțe Corporative pentru Rusia și țările ex-sovietice  în cadrul grupului BNP Paribas (2008-2015).